# انعكاس القطبية (علم الزلازل)

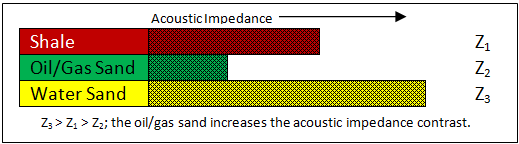
رسم تخطيطي يوضح العلاقة الصوتية التي تؤدي إلى انعكاس القطبية الزلزالية (أو السيزمية).

في علم الزلازل الانعكاسية، يُعد انعكاس القطبية أو تغيُّر الطور شذوذًا في السمة الزلزالية لسعة الموجات الزلزالية في منطقة محددة، الذي يمكن أن يدل على وجود الهيدروكربونات، ولهذا السبب يُعرف باسم مؤشر الهيدروكربون المباشر . وتحدث هذه الظاهرة بشكل رئيسي بسبب التغيُّر في قطبية الاستجابة الزلزالية (أو السيزمية) عندما يعلو الطَفَل (الطين) الصفحي (ذو معاوقة صوتية أدنى) منطقة مشبعة بالمحلول الملحي (ذات معاوقة صوتية عالية) يتخلل إليها الرمل النفطي/الغازي (ذا أدنى معاوقة صوتية من بين العناصر الثلاثة). ويترتب على ذلك تغيير في تباين المعاوقة الصوتية لينخفض بعد ارتفاع، ما يؤدي إلى انعكاس قطبية الاستجابة الزلزالية، وذلك وفقًا للاصطلاحات القياسية التي تعتمدها جمعية الجيوفيزيائيين الاستكشافيين (SEG).

## كيفية الحدوث
لكي يحدث انعكاس القطبية، يجب أن يتمتع الطَفَل الصفحي بمعاوقة صوتية أقل من الرمل المائي، وأن يتمتع كلاهما بمعاوقة صوتية أعلى من الرمل النفطي/الغازي. هذا هو الوضع الوسيط، الذي يحدث خلال عملية الانضغاط الرسوبي على مستوى الأعماق تحت سطح الأرض، بين علاقة المعاوقة الصوتية المطلوبة للنقطة الساطعة وعلاقة المعاوقة الصوتية المطلوبة للبقعة المعتمة.